# Doral Golf Resort & Spa
Doral Golf Resort & Spa er en golfklub i Doral udenfor Miami i Florida i USA. I Tillæg til sine fem golfbaner har klubben et prisbelønnet hotel og spa.
25°49′10″N 80°20′34″V / 25.81944°N 80.34278°V

## Baner

### Blue Monster
Hvert år arrangeres Ford Championship at Doral på Dorals vanskeligste bane, Blue Monster. Den er 6515 meter lang, og er kendt sine meget krævende og bølgende greens og vandforhindringer.

## Links
- Officiel hjemmeside Arkiveret 7. februar 2011 hos  Wayback Machine